# Microblossia eberlanzi
Microblossia eberlanzi är en spindeldjursart som beskrevs av Roewer 1941. Microblossia eberlanzi ingår i släktet Microblossia och familjen Melanoblossiidae. Inga underarter finns listade i Catalogue of Life.